# 職業訓練指導員 (情報処理科)
職業訓練指導員 (情報処理科)（しょくぎょうくんれんしどういん じょうほうしょりか）は、職業訓練指導員免許のうちの1つ。厚生労働省管轄。

## 受験資格
職業訓練指導員免許の受験資格と試験免除を参照。
情報処理科においては、システム監査技術者試験、システムアーキテクト試験、アプリケーションエンジニア試験、ネットワークスペシャリスト試験、応用情報技術者試験、ソフトウェア開発技術者試験、第1種情報処理技術者試験、情報処理システム監査技術者試験、特種情報処理技術者試験、オンライン情報処理技術者試験の各合格者は実務経験が不要。また、システム監査技術者試験、アプリケーションエンジニア試験、情報処理システム監査技術者試験、特種情報処理技術者試験の各合格者は、「系基礎学科」、「専攻学科」の各試験が免除され、「指導方法」の学科試験と「実技」のみでよい。

## 試験科目
学科試験
1. 指導方法（職業訓練原理、教科指導法、訓練生の心理、生活指導及び職業訓練関係法規）
2. 関連学科

- 系基礎学科
  - ソフトウェア（言語理論、プログラム言語、オペレーティングシステム、データベース構造）
  - ハードウェア（情報理論、中央処理装置、周辺装置、コンピュータ・アーキテクチャ）
  - 情報工学（情報科学、情報数学）
  - 経営工学（経営管理、生産管理）
  - 安全衛生（安全管理、衛生管理）
- 専攻学科
  - システム設計（コード設計、構造設計、画面設計、ファイル設計、モジュール設計、運用設計、データベース設計、プログラム設計）

実技試験
1. システム設計
2. プログラム設計